# Tropisk storm "Bill" (2003)
Tropisk Storm "Bill" (2003) var en tropisk storm, der ramte Golf-Kysten i sommeren 2003. Det var den anden storm i den atlantiske stormsæson 2003, og Bill havde startet sin udvikling fra en tropisk bølge den 29. juni og fortsatte udviklingen til den nåede den nordlige del af Yucatán-halvøen. Den udviklede sig landsomt i takt med at den bevægede sig mod nord, og nåede et højdepunkt på 60 mph (95 km/t) kort før den ramte land i det syd-centrale Louisiana. Bill blev hurtigt svækket over land i takt med, at den accelererede mod nordøst, og sammen med fugt fra stormen, kombineret med kold luft fra en lokale koldfront, producerede den et udbrud af 34 tornadoer. Bill blev opslugt af en koldfront senere på dagen d. 2. juli.

## Efterfølgerne
Allerede en dag efter stormen havde el-selskaberne restaureret elektriciten til 151.000 kunder. Borgerne i Montegut startede en underskriftsindsamling for gennemførelsen af en retssag som svar på de sammenbrud, der havde været. Det Amerikanske Røde Kors oprettede en kirke i reserve som et nødherberg. Der var kun fem mennesker, der opholdt sig der den første nat, hvilket resulterede i at organisationen konverterede det til et familiecenter i stedet. Over 100 familier bad om fødevarebistand. Røde Kors oprettede også et krisecenter i Houma, hvor 14 mennesker opholdte sig. 